# Registro clínico
Un registro clínico (o RC, por sus siglas en inglés) es un documento o cuestionario electrónico específicamente utilizado en la investigación de ensayos clínicos. El registro clínico es la herramienta utilizada por el patrocinador del ensayo clínico para recoger datos de cada paciente participante. Todos los datos sobre cada paciente que participa en una prueba clínica están retenidos y/o documentados en el RC, incluyendo eventos adversos.
El patrocinador del ensayo clínico adquiere el RC para recoger datos concretos necesarios para probar sus hipótesis o contestar sus preguntas de investigación. El tamaño de un RC oscila entre una "instantánea" manuscrita de la condición física de un paciente y centenares de páginas de información guardada electrónicamente y obtenida sobre un periodo de semanas o meses (también pueda incluir controles médicos obligatorios meses después de que el tratamiento se haya detenido).
El patrocinador es responsable para diseñar un RC que represente con exactitud el protocolo del ensayo clínico, así como gestione su producción, monitoreando la recopilación de datos y auditando el contenido de los RCs llenados..
Los registros clínicos contienen la información obtenida durante la participación del paciente en el ensayo clínico. Antes de ser enviado al patrocinador, esta información es normalmente desidentificada (no rastreable al paciente) removiendo del nombre del paciente, número de historial médico, etc., y dando al paciente un número de estudio único. El supervisante Comité Institucional de Revisión de Ensayos Clínicos (CIREC) supervisa la emisión de cualquier dato personalmente rastreable al patrocinador.
Desde el punto de vista del patrocinador, el principal objetivo logístico de un ensayo clínico es obtener RCs precisos. Aun así, debido a errores humanos y de máquinas, los datos introducidos en RCs raramente son completamente precisos o enteramente legibles. Para combatir estos errores monitores son normalmente contratados por el patrocinador para auditar el RC y estar seguros de que contiene los datos correctos.
Cuándo los administradores de estudio o mecanismos automáticos procesan los RCs que fueron enviados al patrocinador por investigadores locales,  hacen una nota de consultas. Las consultas son sobre información no confidencial o cuestionable que tiene que ser explicada. Ejemplos de datos que conducirían a una consulta: un paciente hombre bajo medicación anticonceptiva de mujer o que ha tenido un aborto; o un participante de 15 años que ha tenido cirugía de sustitución de la cadera . Cada consulta tiene que ser resuelta por la atención individual de un miembro de cada equipo de investigación local, así como la de individuo en la administración de estudio. Para asegurar control de calidad, estas consultas son normalmente tratadas y resueltas antes de que la información del RC sea incluida por el patrocinador en el informe de estudio clínico final. Dependiendo de las variables relacionadas con la naturaleza del estudio, (por ej., la salud de la población de estudio), la efectividad de los administradores de estudio a la hora de resolver estas consultas pueden impactar significativamente el coste de estudios.

## RCE
Originalmente todos los registros clínicos se hacían en papel. Pero recientemente ha surgido una tendencia de realizar los ensayos clínicos utilizando un registro clínico electrónico (RCE). Este modo de trabajar tiene muchas ventajas:
- Mayor rapidez y eficacia
- Alto nivel de seguridad
- Ecológico